# Piraten Spinner
Piraten Spinner im Freizeit-Land Geiselwind (Geiselwind, Bayern, Deutschland) ist eine Stahlachterbahn und der Prototyp vom Modell Spinning Coaster des Herstellers Zierer Rides, die 1994 als Drehgondelbahn eröffnet wurde. Unter diesem Namen fuhr sie bis 2018. Bis zum heutigen Datum ist Piraten Spinner der einzige Spinning Coaster des Herstellers.
Die 100 m lange Strecke verfügt über einen Reibradlifthill, der den Zug in die Höhe befördert. Es schließt sich ein einfaches O-förmiges Layout mit einer Helix in der Mitte an. Der Zug erreicht eine Höchstgeschwindigkeit von 30 km/h.

## Zug
Piraten Spinner besitzt einen Zug mit sechs Wagen. In jedem Wagen können zwei Personen (eine Reihe) Platz nehmen.